# Bernhard von Anhalt
Bernhard (VIII.) von Anhalt (* 25. September 1571 in Dessau; † 24. November 1596 in Tyrnau) aus dem Geschlecht der Askanier war Oberst des Obersächsischen Reichskreises.

## Leben
Bernhard war der älteste Sohn des Fürsten Joachim Ernst von Anhalt (1536–1586) aus dessen zweiter Ehe mit Eleonore (1552–1618), Tochter des Herzogs Christoph von Württemberg. Bernhard erhielt eine umfassende Ausbildung, die mit einer Kavaliersreise an mehrere deutsche Höfe und nach Italien abgeschlossen wurde. 
Im Jahr 1591 wurde Bernhard Statthalter des Deutschordens in der Ballei Thüringen.
Bernhard begleitete zunächst seinen Bruder Christian bei dessen Feldzügen für Heinrich IV. von Frankreich und wurde schließlich kommandierender Reiteroberst des vier Teile und 1.000 Mann umfassenden Kontingents des Obersächsischen Reichskreises, das Kaiser Rudolf II. für seinen Feldzug gegen die Türken im Langen Türkenkrieg beorderte. Bernhard nahm an der verlustreichen Schlacht bei Mezőkeresztes teil und starb kurz darauf bei seiner Rückreise nach Dessau. Dies hatte zur Folge, dass der Kreis später nicht mehr mit Truppen, sondern nur noch mit Geldmitteln Unterstützung leistete.
Bernhards Leiche wurde nach Dessau überführt und dort bestattet.